# Tunel Winston
Tunel Winston (ang. Winston Tunnel) – tunel kolejowy mający 760 m (2493 stopy) długości, znajdujący się 14,5 km (9 mil) na zachód od Elizabeth. Został oddany do użytku w 1888 przez Minnesota and Northwestern Railroad (później Chicago Great Western Railway). Budowla znajduje się na główniej linii CGW 245 kilometrów (152 mile) na zachód od Chicago. W Driftless Area w północno-zachodnim Illinois. W 1972 roku, cztery lata po tym jak w wyniku fuzji powstała firma Chicago and Noth Western Railway, tunel stał się niepotrzebny, gdyż przewozy tą linią zostały zlikwidowane. W czasie eksploatacji tunel Winston był najdłuższym tunelem w stanie Illinois.

## Historia
W 1886 roku firma Minnesota and Northwestern Railroad dostała koncesję na budowę linii Illinois Central Railroad pomiędzy Dubuque i Stockton. Przed rozpoczęciem budowy projektanci stwierdzili konieczność budowy tunelu, który został zbudowany przez firmę Sheppard, Winston and Company. Na budowie pracowało 350 robotników, kopiących ręcznie w dość niestabilnym łupkowo-ilastym podłożu. Tunel powstał w ciągu 9 miesięcy od wiosny 1887 roku. Praca była wyczerpująca i niebezpieczna. Podczas budowy zginęła przynajmniej jedna osoba, 32 letni imigrant z Finlandii John Hill. Całkowity koszt budowy przekroczył planowany wstępnie kosztorys o 600 000 dolarów.
Tunel okazał się dość kłopotliwy w eksploatacji ze względu na niestabilność ilastego podłoża, przesiąkanie wód gruntowych, dodatkowo był położony w miejscu dość odległym od bazy. Warunki te powodowały konieczność częstych i kosztownych napraw. Już w 1902 roku oryginalna drewniana konstrukcja została zastąpiona żelbetową ceglaną. Modernizacja ta jednak nie spowodowała znacznego polepszenia wytrzymałości tunelu, przez co w latach 1912, 1918, 1944 i 1947 trzeba było wykonać remonty kapitalne w tym tunelu.
Tunel początkowo miał też problemy z wentylacją (używano wówczas wyłącznie trakcji parowej), przez co dym utrudniał pracę załogom pociągów. W 1912 roku założono wyciąg napędzany silnikiem wysokoprężnym o mocy 310 KM, co wymusiło konieczność całodobowego nadzoru. Kolejne modernizacje powodowały niewielką lecz wciąż niewystarczającą poprawę. W 1947 roku firma CGW rozpoczęła obsługę linii lokomotywami spalinowymi, co poprawiło warunki w tunelu.
Podczas I wojny światowej CGW zostało upaństwowione, a do obrony tunelu wyznaczono kontyngent Illinois Army National Guard. Trudność i kosztowność obsługi tunelu sprawiały, że kierownictwo CGW zastanawiało się nad jego przebudową lub objazdem. Jednakże, żaden z planów nie wszedł do realizacji ze względu na zbyt wysokie koszty.
Pod koniec 1968 roku tunel został przejęty przez Chicago and North Western (C&NW). W tym czasie zmalało znaczenie przewozów tą linią ze względu na zmniejszenie się gęstości zaludnienia oraz zubożenie obszarów północno-zachodniego Illinois. Trudny profil linii oraz właśnie ten tunel spowodował podjęcie decyzji o zawieszeniu przewozów. W 1971 roku przejechał tędy ostatni pociąg obsługiwany przez C&NW. Po zawieszeniu przewozów wloty zostały zabezpieczone przed intruzami i dzikimi lokatorami. W 1973 linia została ostatecznie zamknięta a teren pod nią został przejęty przez Jo Daviess County a następnie przez właścicieli sąsiednich działek.

## Stan obecny
Wschodnia część tunelu została zrekultywowana. Zachodnia część została zakupiona przez Illinois Department of Natural Resources jako Obszar satelitarny Apple River Canyon State Park. DNR zainstalował nowe drzwi stalowe zamiast siatki. Tunel został udostępniony do zwiedzenia, jednak obecnie jest zamknięty ze względu na katastrofalny stan techniczny oraz obecność grzechotników.